# Барково (Поморське воєводство)
Барково (пол. Barkowo) — село в Польщі, у гміні Члухув Члуховського повіту Поморського воєводства.
Населення — 392 особи (2011).
У 1975-1998 роках село належало до Слупського воєводства.

## Демографія
Демографічна структура станом на 31 березня 2011 року:
|          | Загалом | Допрацездатний вік | Працездатний вік | Постпрацездатний вік |
| -------- | ------- | ------------------ | ---------------- | -------------------- |
| Чоловіки | 194     | 35                 | 141              | 18                   |
| Жінки    | 198     | 45                 | 118              | 35                   |
| Разом    | 392     | 80                 | 259              | 53                   |

## Українська громада і парафія
У селі діє парафія УГКЦ святої Трійці (Parafia Greckokatolicka pw. Trójcy Św.). Парафія функціонує від 1961 р. Метричні книги ведуться від 1961 року. Богослужіння відбуваються у римо-католицькій церкві Святої Трійці. Парафію обслуговує священник з Члухова. Богослужіння відбуваються у римо-католицькій церкві святого Михаїла Архангела